# Лотар Удо I
Лотар-Удо I (на немски: Lothar Udo I, * сл. 994, † 7 ноември 1057) от род Удони, е от 1036 – 1057 г. граф на Щаде и от 1056 – 1057 г. маркграф на Северната марка.

## Биография
Той е единственият син на Зигфрид II фон Щаде († 1037), граф на Щаде, и на съпругата му Адела от Алслебен, дъщеря на граф Геро фон Алслебен († 979).
Лотар-Удо I наследява баща си през 1037 г. и става граф на Щаде и в Ларгау, Щайринггау, Швабенгау и Хохзеегау и фогт на Хееслинген и Алслебен. Той е в конфликт с архиепископите на Бремен Адалбранд и Адалберт заради фогт- и графски права.
Лотар-Удо Iубива през 1052/1053 г. своя далечен братовчед Екберт фон Елсдорф-Щаде и го наследява. През 1044 г. Вилхелм, син на граф Бернхард II от Халденслебен, става новият маркграф на Северната марка. През 1056 г. Вилхелм е убит в битката при замък Прицлава (Хавелберг) от славянските лютичи. Император Хайнрих III дава на Лотар Удо I маркграфството Северна марка. Освен това той наследява също комитатите и фогтаите на Дом Халденслебен. Против това решение е Ото, син на Бернхард II и полубрат на Вилхелм. Ото е убит от Бруноните на 26 юни 1057 г. при Хауз-Найндорф на Селке.
През 1057 г. Лотар Удо води отмъстителен поход против лютичите.

## Семейство
Лотар-Удо I е женен за Аделхайд фон Райнфелден, вероятно графиня на Оенинген и дъщеря на граф Куно фон Оенинген. Двамата имат само един син:
- Лотар Удо II (* 1020/30, † 4 май 1082), граф на Щаде и от 1057 маркграф на Северната марка, женен за Ода фон Верл (също Уда и Хилария; * ок. 1050).